# Don Omar
William Omar Landrón Rivera (Santurce, 10 de febrero de 1978), más conocido por su nombre artístico Don Omar, es un cantante, rapero , actor, compositor y productor musical puertorriqueño. Es considerado como el «rey del reguetón», tanto por críticos y fanáticos de la música. Parte de su éxito, reside en haber dado a conocer el reguetón en diferentes lugares del mundo, siendo además uno de los exponentes más significativos e influyentes en la historia de dicho género musical.
Ha incursionado en diferentes géneros musicales tales como la salsa, la bachata, el merengue, la balada, entre otros.Es uno de los artistas más influyetes y respetados de la música, es también el artista más versátil del género reguetón.  Lanzó internacionalmente su primer álbum de estudio en 2003 titulado The Last Don, logrando vender más de medio millón de copias solo en Estados Unidos y certificado por la RIAA como doble disco de platino en Latinoamérica. Sencillos como «Dile», «Dale, Don, dale», «Ella y yo», «Angelito», «Salió el sol», «Virtual Diva», «Taboo», «Danza kuduro» o «Hasta abajo» es uno de los artistas urbanos más populares del mundo. Es uno de los artistas latinos con mayores ventas discográficas, con 70 millones en ventas a nivel mundial. Su patrimonio está estimado en 275 millones de dólares, adquiriendo 96 millones a fecha de 2021. También ha vendido alrededor de 100 mil millones de unidades de consumo musical.
Ha ganado cuarenta premios de noventa nominaciones (ver la lista de premios y nominaciones recibidas por Don Omar), en dónde destacan tres Premios Grammy Latino, veinte Premios Billboard de la música latina, un Billboard Music Awards, tres Premios Lo Nuestro, ocho Premios del Festival Internacional de Viña del Mar y dos Récord Guinness. Es reconocido como uno de los artistas crossover más exitosos de la música latina de todos los tiempos por Broadcast Music Inc. También, fue reconocido por Billboard y Rolling Stone como «leyenda del reguetón». Es uno de los artistas con más canciones en la lista 100 Greatest Reggaeton Songs of All Time de la revista de Rolling Stone. En 2024, recibió el premio «Ícono Global» de Premios Lo Nuestro.
Además de la música, incursionó en el ámbito actoral, interpretando a Rico Santos en cuatro películas de la franquicia Rápidos y furiosos, inicialmente en Rápidos y furiosos 4 (2009), luego en las secuelas Rápidos y furiosos: 5in control (2011), Rápidos y furiosos 8 (2017) y Rápidos y furiosos 9 (2021).

## Biografía

### 1978-1995: Primeros años
Don Omar nació en Villa Palmeras, un subbarrio del barrio Santurce del municipio y capital del país (San Juan), donde fue criado. Es el hijo mayor de William Landrón y Luz Antonia Rivera. Desde temprana edad, mostró interés en la música de Vico C y Brewley MC. Durante su adolescencia, luego de abandonar su casa, estuvo envuelto en la venta de drogas donde también solía estar drogado y consumiendo alcohol para poder cumplir con las jornadas. A sus 16 años, fue víctima de un tiroteo junto a dos amigos, ambos terminaron muertos mientras él pudo salir ileso, decidiendo recurrir a la fe y se convirtió en un miembro activo de una iglesia protestante. Se refugió en la Iglesia Evangélica Restauración en Cristo de Bayamón, donde ocasionalmente ofrecía sermones; sin embargo, después de cuatro años, dejó la iglesia para dedicarse al canto.

### 1996-2001: Inicios en la música
Sus inicios musicales se vincularon a la iglesia, a la que estuvo ligado como pastor protestante durante cuatro años. Cantó por primera vez en la producción Génesis del año 1996 en un dúo llamado Osito & Omar. Posteriormente en 1999, apareció por primera vez en una producción de reguetón secular, dejando el cristianismo, en un tema titulado «Instinto criminal» de la producción The Cream 4: El Día del juicio, junto a Yaga del dúo Yaga & Mackie, a quién reconoce como la primera persona que lo llamó Don Omar.
En 2001, decidió dedicarse formalmente a la música formando parte de un dúo temporal junto a Yanuri y participando en producciones de varios artistas como The Cream Hit's: Lirical Majestic, Buddha's Family, entre otros. En solitario, el artista también participó en otras producciones como Warriors 3: Los Magníficos y Zona de Combate: Primera Batalla, entre otros.
Su primera presentación pública en un club nocturno fue acompañado por el disc-jockey Eliel Lind Osorio. Después actuó con regularidad en álbumes recopilatorios de DJ's y productores populares como Luny Tunes, Noriega y DJ Eric. También trabajó como corista del dúo Héctor & Tito. Uno de los miembros, Héctor Delgado, le ayudó a producir su primer disco en solitario.

### 2002-2005:The Last Don
Su carrera musical empezó a ser reconocida por el público del reguetón cuando este fue presentado por Héctor el Father, donde encontró nuevas oportunidades en la música, unas de estas fue su participación en el disco MVP de 2002 con el tema «Dale Don Dale», posteriormente, su carrera ascendió aún más con el lanzamiento de su primer álbum de estudio, The Last Don. Tanto la versión de estudio y su versión en vivo han sido certificadas platino por la RIAA. Este incluyó canciones con participación de los cantantes de reguetón Daddy Yankee, Glory, entre otros. El álbum fue reconocido por la revista de Rolling Stone en el top 50 de "100 Best debut albums of all time" (Los 100 mejores álbumes debut de todos los tiempos).
En 2004, la edición en vivo The Last Don: Live se hizo acreedora de premios por “Álbum Pop Latino” y como “Artista Revelación Rap/Hip-Hop Álbum Latino del año” por los Premios Billboard de la música latina. También recibió una nominación como “Mejor álbum urbano” para los Premios Grammy Latinos del año siguiente. Por este tiempo, una encuesta radial lo destacó como «el rey del reguetón», debido al ascenso meteórico de su carrera y el posicionamiento de siete sencillos suyos dentro de las más escuchadas en Puerto Rico.
Con este momentum en su carrera, se expandió como productor ejecutivo, publicando una compilación de varios artistas, Los Bandoleros, esto bajo su propia imprenta discográfica. También el sencillo de Bandolero, fue reconocido en la lista de '14 Greatest Soundtrack Songs from the Fast Furious' en la revista de Billboard. Con una colección de éxitos a finales de año, Da Hitman Presents Reggaeton Latino, anunciaba la publicación de su segundo álbum de estudio para mayo de 2006.
En 2005, el artista hizo una entrevista con la revista estadounidense de Rolling Stone hablando sobre su carrera.

### 2006-2008:King of Kings
El 23 de mayo de 2006, se publicó King of Kings, su segundo álbum de estudio. Hizo su debut en el número 1 en las listas Top Latin Albums de la revista Billboard, donde se mantuvo por 11 semanas consecutivas. En una entrevista en 2005, el cantante mencionó que el nombre del álbum es su forma de homenajear a Jesús de Nazaret, considerado el “rey de reyes”. El álbum también debutó en el top 10 de la lista Billboard 200, siendo el primer álbum de reguetón en lograrlo. Contiene tres sencillos que son «Angelito», «Salió el sol» y «Conteo», con los cuales alcanzó la cima de las listas americanas e hispanoamericanas; gracias al sencillo principal, «Angelito», logró ser nominado a los Premio Grammy Latino de 2006 en la categoría urbano, mientras logró llevarse el Premio Lo Nuestro como vídeo del año latino en 2007, además de recibir el premio Billboard Latino. El álbum ha vendido 6 millones mundialmente y 4,1 millones en 2009, es el más vendido de la historia del género de reguetón según Billboard. Este período fue marcado por relaciones turbulentas con otros cantantes de reguetón, como Daddy Yankee y su mentor Héctor el Father, teniendo disputas musicales que en algunos casos derivaron en ataques verbales directos. Una de las canciones en el álbum, «Repórtense», contiene menciones al cantante y a uno de sus protegidos, Yomo.
Su sello All Star Records lanzó un disco de corte cristiano, llamado Linaje Escogido, para apoyar el movimiento urbano que promueve mensajes de ayuda a los jóvenes y "en agradecimiento a tanto favor que ha recibido de parte de Dios". Bajo el sello All Star también publicó una nueva edición de Los Bandoleros, titulado Los Bandoleros Reloaded, con sencillos como «Anda sola» y «El señor de la noche». El 19 de diciembre de 2006, el sello filial Machete Music publicó reediciones de su primer y segundo álbum de estudio, The Last Don: Gold Series, la cual añade dos canciones nuevas; mientras que King of Kings: Armageddon Edition incluye todas las canciones originales de la primera edición más cuatro canciones nuevas las cuales son «El rey», «Ayer la vi», «Adiós» y «No sé de ella (MySpace)» junto a Wisin & Yandel, además de varios vídeos musicales. Por otro lado, también se dedicó a proyectos paralelos, como colaboraciones y publicidades con marcas de Umbro y Lacoste. Su gira multimillonaria King of Kings Tour patrocinada por Verizon fue reconocida por Los Angeles Times fue la primera gira grande en Estados Unidos, Egipto, Chile, México, España en los continentes de América, África, Asia, Europa.
En 2007, se publicó un álbum de varios artistas, El Pentágono, el cual fue presentado por el productor Revol. Participó en el sencillo promocional, «Calm my nerves», con la participación del rapero estadounidense Rell. El vídeo musical fue grabado en Nueva York, con la participación de la modelo ecuatoriana Paola Farías. Una edición especial, titulado El Pentágono Return, fue publicado al año siguiente.
Lanzó en octubre de ese año, el álbum en vivo King of Kings: Live, el cual contiene con tres canciones inéditas. Para su promoción lanzó, «Canción de amor», que tuvo un vídeo promocional grabado en Nueva Jersey. La canción alcanzó la décima posición en la lista Latin Rhythm Airplay de Billboard. De ese tiempo también se lanzaron temas en vivo de temas como «Ella y yo» junto con Romeo Santos, «Nunca había llorado así» con Víctor Manuelle, y «Los hombres tienen la culpa» con Gilberto Santa Rosa, este último en un evento en Madison Square Garden el 9 de febrero de 2008. En 2007, estuvo en el Super Bowl XLI.
En 2015 el artista fue reconocido por su presentación con el sencillo Salió El Sol del álbum King of Kings ganador de esa edición en (Los 25 más memorables momentos de todos los tiempos) de Billboard.

### 2008-2009:iDon
En 2008, con la creación de un nuevo sello discográfico, Orfanato Music Group, el cantante apadrinó a distintos cantantes, entre ellos el grupo de bachata Marcy Place, con un álbum de estudio apoyado por el cantante. En ese tiempo, publicó un nuevo sencillo promocional, «Virtual diva», previo a una gira por Argentina y Uruguay en diciembre, dando inicio a la promoción de un nuevo material musical. El 28 de abril de 2009 fue publicado iDon, su tercer álbum de estudio, posee una temática futurística con toques más electrónicos y sin colaboraciones. Un segundo sencillo oficial, titulado «Sexy robótica», fue lanzado el 6 de julio de 2009. Por el álbum, el cantante recibió un Disco de Oro por ventas en Argentina y Paraguay.
Se había anunciado una nueva versión, IDon 2.0: The Prototype, que nunca dio luz. Por el contrario, se liberaron canciones para descargas digitales, entre ellos una colaboración con Daddy Yankee, ya que se habían distanciado y no habían grabado ninguna canción juntos desde 2003, del cual se desprenden 3 canciones: «Desafío», el remix de «Hasta abajo» y «Miss Independence». Los productores de los tres temas fueron Musicólogo & Menes. Fue portada de la revista de Billboard en 2009 por el álbum IDon, y elegido de las mejores portadas latinas de Billboard. Además, fue reconocido en Billboard por ventas digitales de dicho álbum.

### 2010-2014:Meet the Orphans y Meet the Orphans 2
Su cuarto álbum de estudio Meet the Orphans se publicó el 16 de noviembre de 2010, el cual contó con los artistas de Orfanato Music Group de etiquetas y otros artistas de reguetón. Asimismo, incluyó el primer sencillo «Danza kuduro» con el cantante portugués-francés Lucenzo, y el sencillo promocional «Hasta abajo», así como colaboraciones de Kendo Kaponi, Syko, Plan B, Zion & Lennox y Danny Fornaris. «Danza Kuduro» aparece en la banda sonora de Fast Five, siendo la canción reproducida en la conclusión de la película. «Danza Kuduro» rompió récords a nivel mundial en posiciones Billboard en el listado siendo top 436 semánas y en YouTube pasando actualmente las mil millones de visitas, siendo el vídeo más visto del cantante. Según medios, la muerte de Paul Walker el 30 de noviembre de 2013 disparó más sus visitas en el mundo recordando al actor. La canción alcanzó por 14 semanas consecutivas el número uno en Hot Latin Song de Billboard y otras listas en otros países en todo el mundo. Sus canciones «Taboo» y «Dutty Love», esta última con Natti Natasha, también alcanzaron el número uno en Hot Latin Songs.
Participó en la banda sonora de Fast Five, su tercera película en la franquicia cinematográfica de Rápidos y furiosos. Junto a Vin Diesel, Paul Walker, Dwayne Johnson, Michelle Rodriguez, Tyrese Gibson, Jordana Brewster, Ludacris, Sung Kang, Gal Gadot y su amigo Tego Calderón, hizo el papel de Rico Santos, un hombre que salta muros para lograr un objetivo. Hizo una gira con el sello discográfico Machete Music. Firmó un contrato con EMI Music Publishing.
En 2011, el artista logro un reconocimiento de marketing de Universal Music Latin Entertainment.
En 2011 hizo una de las mejores actuaciones en presentación de Billboard.
Su quinto álbum de estudio MTO²: New Generation se lanzó el 1 de mayo de 2012. El disco cuenta con la participación de cantantes de su sello Orfanato Music Group, así como muchos otros artistas como Juan Magán y el dúo Zion & Lennox. El álbum incluyó los sencillos «Hasta que salga el sol», que ganó el premio a la Mejor Canción Urbana en los Premios Grammy Latinos 2012, y «Dutty Love», con la participación de Natti Natasha, que también fue nominada; también fue bien recibido, ya que ganó el premio al Mejor Álbum de Música Urbana en la Premios Grammy Latinos 2012, así como también él y álbum ganaron 10 premios Billboard latinos. Ese mismo año, hizo una colaboración con la fallecida cantante mexicano-estadounidense Selena en la canción «Fotos y recuerdos» para el disco Enamorada de ti, siendo top 2 en top Social 50 de Billboard en 2011. Por otro lado, fue imagen de la marca de vestir y accesorios italiana Hugo Boss. Superó el récord de la artista estadounidense Britney Spears en la tienda Virgin Megastore Disney World en ventas de álbumes, fue top 5 en los mejores artistas latinos de Billboard en 2011, y top 1 en Los mejores artistas en Billboard al año siguiente.
En 2011 el artista hizo una entrevista con Billboard hablando sobre la película Fast Five y la colaboración con Busta Rhymes.
En el 2011 y 2012, los álbumes del Orfanato Music Group Meet The Orphans y MTO 2 New Generation han vendido 2,2 millones de sencillos a nivel mundial.

### 2015-2017:The Last Don 2
Su sexto álbum de estudio The Last Don 2 se lanzó el 16 de junio de 2015 entre las compañías discográficas Pina Records y Machete Music. Compuesto por doce canciones, contó con participaciones especiales de Daddy Yankee, Tego Calderón, Arcángel, Natti Natasha, Plan B y Wisin & Yandel. A pesar de que había anunciado vídeos promocionales, ninguno pudo ser publicado, dando a disputas públicas entre él y sus sellos discográficos.
En noviembre de 2016, publicó una versión remasterizada de King of Kings, donde incluyó un nuevo sencillo, «Te quiero pa' mi», con la participación del dúo Zion & Lennox. Al año siguiente, anunció sus planes de un álbum de estudio futuro, titulado Sociedad Secreta, publicando un sencillo promocional, «Encanto», con la participación de Sharlene Taule. Debido a los conflictos con su sello, anunció su retiro junto a una gira de conciertos masivos. A pesar de esto, su retiro temporal se detuvo con su participación en el remix de «Coolant» junto a Farruko, publicado en 2018.

### 2018-2019:The Last Album
En enero de 2019, hizo una entrevista con la periodista colombiana Leila Cobo de Billboard, anunció sus primeras canciones, y el 20 de abril estrenó su sencillo «Ramayama» junto a Farruko. El 16 de agosto, publicó su segunda canción «Vacilón», y el 30 de agosto, en colaboración con Amenazzy estrenó «Desierto», siendo el guionista del sencillo. En diciembre, publicó su séptimo álbum de estudio The Last Album, declarado por el propio cantante como su último álbum publicado bajo los sellos discográficos Machete Music y Universal Music Latino. El disco estuvo compuesto por diez canciones, y contó con las participaciones especiales de Farruko, Sharlene Taule, Alexis & Fido, Jory y Mr. Phillips.
Para la promoción del disco se lanzaron los sencillos «Encanto» con Sharlene que fue top 6 en Latin Rhythm Airplay. «Ramayama», con la participación del cantante Farruko, siendo producida por DJ Snake, y alcanzó la posición 43 en la lista Hot Latin Songs de la revista estadounidense Billboard. «Vacilón» se publicó como segundo sencillo, junto a un vídeo grabado en Colombia y producido por 36 Grados y dirigido por JP Valencia, y alcanzó la posición 39 en la lista Latin Pop Airplay. Además, Don Omar, fue top 15 en los mejores Artistas Latinos de Billboard.

### 2020-2024: Forever King
Su próximo álbum aún no se ha confirmado de manera oficial, cuenta con la colaboración de Wisin, Ivy Queen, Gente de Zona, Yandel, Jowell & Randy entre otros. A comienzos de año, empezó a promocionar el sello Sugar Cream Music, creado en la temporada pasada. En el resto del año tuvo colaboraciones con Bad Bunny («Pa' romperla»), Jowell & Randy («Si se tiran»), Alcover y Juan Magán («El amor es una moda»), además de promocionar un sencillo solista («Navidad pa' la calle»). Además, Don Omar, fue top 29 de Los Artistas Latinos más grandes de todos los tiempos en el 2020 de Billboard.
En 2021, hizo una asociación con el sello discográfico Saban Music Group, después comenzó una nueva etapa y ya dejado atrás sus problemas contractuales con disqueras, ha lanzado los sencillos: «Flow HP» con Residente, «Se Menea» con Nio García.  «Tú No Bailas Más Que Yo» con Jerry Rivera.
En 2022, publicó los sencillos «Sincero», «Soy Yo» con Wisin, Gente de Zona, «Let's Get Crazy» con Lil Jon, «Good Girl» con Akon,
En 2023, lanzó los sencillos de «Bandidos» con Cosculluela, «Podemos Repetirlo» con Chencho Corleone. El sencillo fue de las «100 mejores canciones del año 2023» en la posición 25 según la revista de España Rolling Stone En Español.
Don Omar realizó una entrevista con la revista de Rolling Stone, confirmando el álbum Forever King en 22 de junio de 2023.
El artista hizo una entrevista con la revista de Billboard, lanzando el álbum en anticipación el 15 de junio de 2023.
El artista hizo más colaboraciones con Podemos Repetirlo que fue top 1 en Latin Airplay de Billboard, Hizo la colaboración con la artista Chesca con «Ella Perrea» en el álbum "Alter Ego" el álbum debut de la cantante, y «Sandunga» con Wisin & Yandel en el 2 de noviembre de 2023.
En 2024, el sencillo colaborativo con Wisin & Yandel fue top 10 en Latin Airplay de Billboard.
En abril del 2024, el artista colaboró en el álbum de MR W de Wisin.
En 2025, el artista celebro el sencillo emblemático de Ella y Yo con Aventura que cumplió 20 años.

## Impacto
Su música ha sido banda sonora con las canciones de Salió el sol, Virtual diva, Dale Don Dale en los videojuegos Grand Theft Auto IV, Grand Theft Auto: The Ballad of Gay Tony y Grand Theft Auto IV: The Lost and Damned. El sencillo Bandoleros fue banda sonora de la película The Fast and the Furious: Tokyo Drift y Fast & Furious 6 así se convirtió en la más emblemática de la saga Fast & Furious.
En 2024, Salió el Sol fue banda sonora de la película Twisters.
En 2023, Don Omar anunció su gira en Estados Unidos y Canadá, llamada «Back To Reggaeton Tour» y logro un récord de 80 000 mil boletos vendidos en sólo tres días.
En 2024, el artista realizó una entrevista con Billboard hablando de su nueva gira, carrera y legado.El artista ha vendido varias entradas en varias ciudades de Estados Unidos,la gira ha vendido 17,8 millones de dólares en Estados Unidos y el artista ha anunciado más fechas de la segunda parte de la gira. La gira es top 16 en Top Tours de Billboard. El artista hizo con su gira un hecho histórico de su Legado en Los Angeles y New York en el país. Su gira mundial "Back To Reggaeton" continua en agosto. Celebrando 25 años de trayectoria con su gira. La gira continuo en Estados Unidos.La gira fue top 10 y  logro 39,2 millones de dólares de ingresos con 335 boletos vendidos de 39 shows según Billboard. La gira continuo en México logrando 70 mil de personas en concierto.
En 2024, el artista es top 87 global de artistas en YouTube.
Fue invitado por la cadena de televisión ABC en Dick Clark's New Year's Rockin 'Even en Los Ángeles Estados Unidos, en una presentación que fue vista por millones en el mundo, también logró poner top, tres sencillos en Billboard.
Don Omar y Daddy Yankee han tenido una rivalidad musical desde el año 2005, en 2023 los dos artistas dieron por terminada su rivalidad histórica de una década según Billboard y Rolling Stone.
En 2024 el artista fue reconocido como un icono global por Premios Lo Nuestro.

## Conciertos
Aunque ha dado muchos, el de más repercusión ha sido uno que dio en el estaripé, dedicando la canción «Dale Don dale» a su cónyuge. El uso de fuegos artificiales es una de las características de sus eventos, la utilización de numerosas pantallas donde los asistentes pueden ver videoclips, sus movimientos y de bailarines por el escenario.
También sus presentaciones en Festival Internacional de la Canción de Viña del Mar en Chile, el Coliseo de Puerto Rico José Miguel Agrelot en San Juan, el Madison Square Garden en Nueva York y en el Luna Park en Buenos Aires, Argentina. Giras de conciertos por Latinoamérica, Estados Unidos, y España. Numerosas presentaciones de sus discos, destacando la de su álbum iDon.
El 1 de septiembre de 2017, anunció su retirada de los escenarios, dando sus últimos conciertos en la ciudad donde lo vio crecer como artista en Puerto Rico además haciendo una última gira titulada Forever King... The Last Tour despidiéndose de sus fanáticos en Latinoamérica cantando por última vez en ciudades como Bogotá.

### Giras
- King of Kings Tour (2006-2007)[82][83]
- Bling Blineo (2007)[209]
- iDon World Tour (2009-2010)[210]
- Machete Tour (2010)[211]
- The Orphans Tour: The Road (2011)[212][213]
- IMTO2 Underplay Tour (2012-2013)[214][215]
- Hecho En Puerto Rico (2013)[216]
- Gira Europea (2014) (cancelada)[217]
- The Kingdom Tour (La gira del reino) (2015-2016)[218]
- Forever King: The Last Tour (2017)[219]
- Retro Evolution World Tour (2019-2020)[56]
- Back To Reggaeton Tour (2024)[220]

## Vida privada
Es padre de tres hijos, Daniel Omar, Gianna y Derek Omar, teniendo múltiples disputas judiciales, desde pruebas de paternidad a pensiones alimenticias. En abril de 2008, se casó con la periodista Jackie Guerrido, en una ceremonia con 300 invitados en su isla natal, Puerto Rico. En diciembre de 2010, se confirmó la noticia de un divorcio en proceso, pagando una suma de $3.7 millones por el divorcio en 2013.
El 17 de junio de 2024, Don Omar reveló que padece de cáncer, mediante una publicación en su cuenta de Instagram.Al día siguiente mediante otra publicación, hizo saber al público que ya se le había realizado una operación y había superado el cáncer que lo aquejaba. 

## Controversias
En 2004, según las declaraciones de la policía, fue visto en Carolina, donde se encuentra la residencia de su madre Toñita, en una Hummer de color blanco junto a dos amigos, portando varios cigarrillos con marihuana y portando un arma con el número de serie mutilado, algo que está prohibido tanto por las leyes de armas y de sustancias controladas del estado. El juicio definitivo se realizó en julio de 2008, donde fue absuelto por falta de pruebas y contradicciones de los dos policías que lo detuvieron y a sus acompañantes. Sobre este asunto judicial, ha estado presente en algunas de sus canciones, como «Bandoleros» con Tego Calderón, y «Libertad».
En septiembre de 2007, fue detenido en Bolivia al haber incumplido el contrato para un concierto el año anterior, a lo que se excusó diciendo que nunca le mandaron los boletos de viaje. Al año siguiente fue acusado por el rapero Nando Boom de haber plagiado la canción «Enfermo de amor» junto al dúo Wisin & Yandel, esto por su canción «No sé de ella (MySpace)», ya que utiliza el coro de la canción original. En primera instancia, ofreció 100,000 dólares por el uso de la canción, siendo rechazado por la defensa de Nando. Finalmente, el cantante panameño pidió el retiro de los cargos en 2010.
En 2013, fue acusado de una pelea con su padre, amenazando con llevarlo a la cárcel. Al año siguiente, fue detenido en su casa de Puerto Rico por una denuncia de su expareja por violencia doméstica y violar la ley de armas de la isla, en total fueron seis los cargos denunciados. Salió libre tras 20 horas detenido, bajo el pago de una fianza de 600 000 dólares (460 000 euros).
Desde comienzos de 2021, estuvo envuelto en una disputa judicial con el productor y ex-manejador suyo Rafael "Raphy" Pina por difamación, luego de unas declaraciones del cantante en redes sociales, donde lo describe como un «chota». Un año después, un tribunal de Miami desestimó la demanda, mientras el equipo de trabajo de Pina tuvo que pagar $195 000 por los costos de la representación legal del cantante.

## Carrera cinematográfica
Ha aparecido en diversos anuncios publicitarios. En un anuncio de LG Mobile se preparó una canción exclusiva para dicha promoción. Apareció en la serie de Televisión MTV Cribs.  Ha actuado en la cuarta, quinta y octava entrega de la saga Fast and Furious, junto a Vin Diesel, Paul Walker y su amigo Tego Calderón.

### Filmografía
| Película                                         | Papel       | Año  | Notas        |
| ------------------------------------------------ | ----------- | ---- | ------------ |
| Fast & Furious - (Rápidos y furiosos)            | Rico Santos | 2009 | Secundario   |
| Fast & Furious 3.5: Los Bandoleros               | Rico Santos | 2009 | Cortometraje |
| Fast Five - (Rápidos y furiosos: 5in control)    | Rico Santos | 2011 | Secundario   |
| The Fate of the Furious - (Rápidos y furiosos 8) | Rico Santos | 2017 | Cameo        |
| F9 – (Rápidos y furiosos 9)                      | Rico Santos | 2021 | Secundario   |
| F11 - (Rápidos y furiosos 11)                    | Rico Santos | 2026 | secundario   |

## Discografía

### Álbumes de estudio
- 2003: The Last Don
- 2006: King of Kings
- 2009: iDon
- 2010: Meet the Orphans
- 2012: MTO²: New Generation
- 2015: The Last Don 2
- 2019: The Last Album
- 2023: Forever King[174]

Álbumes recopilatorios
- 2005: Da Hitman Presents Reggaeton Latino

Álbumes como productor
- 2005: Los Bandoleros
- 2006: Los Bandoleros Reloaded
- 2007: El Pentágono
- 2008: B From Marcy Place
- 2021: Tradición Urbana
- 2022: Tradición Urbana 2
- 2023: Pain is Love
- 2023: Back to Reggaeton EP

Álbumes en vivo
- 2004: The Last Don: Live
- 2007: King of Kings: Live

Sencillos
- 2003: Dale don dale
- 2003: Dile
- 2004: Aunque te fuiste
- 2004: Pobre diabla
- 2005: Donqueo
- 2005: Bandoleros
- 2005: Reggaetón latino
- 2005: Ronca
- 2005: Ella y yo
- 2006: Angelito
- 2006: Ayer la ví
- 2006: Conteo
- 2006: Salió el sol
- 2006: My space
- 2006: Química
- 2007: Adiós
- 2007: Canción de amor
- 2009: Virtual diva
- 2009: Sexy robótica
- 2009: Hasta abajo
- 2010: Danza kuduro
- 2010: Huérfano de amor
- 2011: Taboo
- 2012: Dutty Love
- 2012: Hasta que salga el sol
- 2012: Zumba
- 2014: Guaya guaya
- 2014: Soledad
- 2015: Perdido en tus ojos
- 2015: Te recordaré bailando
- 2019: Ramayama
- 2019: Vacilón
- 2021: Flow HP
- 2021: Se menea
- 2022: Sincero
- 2022: Soy yo
- 2022: Let's Get Crazy (Mambo Drop)
- 2022: Good girl
- 2022: Agradecido
- 2023: Bandidos
- 2023: Podemos repetirlo
- 2023: Sandunga